# Campionati del mondo di atletica leggera 2011 - 400 metri piani maschili
La gara dei 400 metri piani maschili dei Campionati del mondo di atletica leggera 2011 si è svolta le mattine del 27 e 28 agosto e la sera del 30 agosto 2011.

## Podio

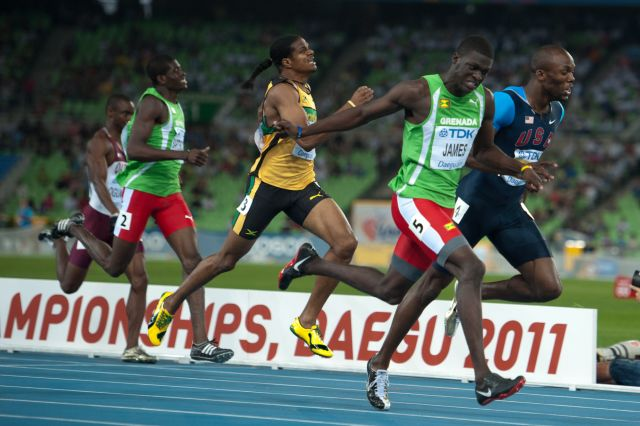
Il duello tra Kirani James e LaShawn Merritt sul traguardo.

| Posizione | Atleta          | Nazione     |
| --------- | --------------- | ----------- |
| Oro       | Kirani James    | Grenada     |
| Argento   | LaShawn Merritt | Stati Uniti |
| Bronzo    | Kévin Borlée    | Belgio      |

## Situazione pre-gara

### Record
Prima di questa competizione, il record del mondo e il record dei campionati erano i seguenti.
| Record                | Prestazione | Atleta                      | Data                            | Competizione  |
| --------------------- | ----------- | --------------------------- | ------------------------------- | ------------- |
| Record mondiale       | 43"18       | Michael Johnson Stati Uniti | 26 agosto 1999 Siviglia, Spagna | Mondiali 1999 |
| Record dei campionati | 43"18       | Michael Johnson Stati Uniti | 26 agosto 1999 Siviglia, Spagna | Mondiali 1999 |

## Risultati

### Batterie
Si qualificano in semifinale i primi 4 atleti di ogni batteria (Q) ed i quattro successivi migliori tempi (q).
| Pos. | Batt. | Atleta                   | Nazione                 | Tempo | Note                                     |
| ---- | ----- | ------------------------ | ----------------------- | ----- | ---------------------------------------- |
| 1    | 3     | LaShawn Merritt          | Stati Uniti             | 44"35 | Q                                        |
| 2    | 3     | Kévin Borlée             | Belgio                  | 44"77 | Q                                        |
| 3    | 1     | Rondell Bartholomew      | Grenada                 | 44"82 | Q                                        |
| 4    | 1     | Renny Quow               | Trinidad e Tobago       | 44"84 | Q                                        |
| 5    | 2     | Jermaine Gonzales        | Giamaica                | 45"12 | Q                                        |
| 5    | 4     | Kirani James             | Grenada                 | 45"12 | Q                                        |
| 7    | 1     | Greg Nixon               | Stati Uniti             | 45"16 | Q                                        |
| 7    | 4     | Jonathan Borlée          | Belgio                  | 45"16 | Q                                        |
| 9    | 3     | Rabah Yousif             | Sudan                   | 45"20 | Q                                        |
| 10   | 1     | Tabarie Henry            | Isole Vergini Americane | 45"22 | Q                                        |
| 11   | 5     | Chris Brown              | Bahamas                 | 45"29 | Q                                        |
| 12   | 5     | Martyn Rooney            | Regno Unito             | 45"30 | Q                                        |
| 13   | 4     | Ramon Miller             | Bahamas                 | 45"31 | Q                                        |
| 14   | 5     | Oscar Pistorius          | Sudafrica               | 45"39 | Q                                        |
| 15   | 5     | Femi Ogunode             | Qatar                   | 45"42 | Q                                        |
| 16   | 2     | Jamaal Torrance          | Stati Uniti             | 45"44 | Q                                        |
| 17   | 5     | Nery Brenes              | Costa Rica              | 45"47 | q                                        |
| 18   | 3     | Yuzo Kanemaru            | Giappone                | 45"51 | Q                                        |
| 18   | 2     | Marcin Marciniszyn       | Polonia                 | 45"51 | Q                                        |
| 20   | 2     | Demetrius Pinder         | Bahamas                 | 45"53 | Q                                        |
| 21   | 1     | Riker Hylton             | Giamaica                | 45"54 | q                                        |
| 22   | 3     | Pavel Trenikhin          | Russia                  | 45"55 | q                                        |
| 23   | 4     | William Collazo          | Cuba                    | 45"89 | Q                                        |
| 24   | 2     | Erison Hurtault          | Dominica                | 46"10 | q                                        |
| 25   | 4     | Park Bong-go             | Corea del Sud           | 46"42 | Miglior prestazione personale stagionale |
| 26   | 5     | Tony McQuay              | Stati Uniti             | 46"76 |                                          |
| 27   | 4     | Pako Seribe              | Botswana                | 46"97 |                                          |
| 28   | 1     | Mathieu Gnanligo         | Benin                   | 47"01 |                                          |
| 29   | 4     | Augusto Stanley          | Paraguay                | 47"31 |                                          |
| 30   | 1     | Nelson Stone             | Papua Nuova Guinea      | 47"86 |                                          |
| 31   | 5     | Ahmed Mohamed Al-Merjabi | Oman                    | 47"99 |                                          |
| 32   | 3     | Arnold Sorina            | Vanuatu                 | 48"76 | Miglior prestazione personale stagionale |
| 33   | 4     | Bahaa al-Farra           | Palestina               | 49"04 | Miglior prestazione personale            |
| 34   | 2     | Nicolau Palanca          | Angola                  | 49"37 | Miglior prestazione personale stagionale |
| 35   | 1     | Kerfalla Camara          | Guinea                  | 49"74 | Miglior prestazione personale            |
| 36   | 2     | Ak Hafiy Tajuddin Rositi | Brunei                  | 50"12 |                                          |
|      | 5     | Abdou Razack Rabo Samma  | Niger                   | dq    |                                          |
|      | 3     | Arismendy Peguero        | Rep. Dominicana         | dnf   |                                          |
|      | 3     | Gary Kikaya              | RD del Congo            | dnf   |                                          |

### Semifinali
Si qualificano in finale i primi 2 atleti di ogni semifinale (Q) e i due successivi migliori tempi (q).
| Pos. | Batt. | Atleta              | Nazione                 | Tempo | Note |
| ---- | ----- | ------------------- | ----------------------- | ----- | ---- |
| 1    | 1     | LaShawn Merritt     | Stati Uniti             | 44"76 | Q    |
| 2    | 3     | Jermaine Gonzales   | Giamaica                | 44"99 | Q    |
| 3    | 1     | Kévin Borlée        | Belgio                  | 45"02 | Q    |
| 4    | 3     | Jonathan Borlée     | Belgio                  | 45"14 | Q    |
| 5    | 3     | Rondell Bartholomew | Grenada                 | 45"17 | q    |
| 6    | 2     | Kirani James        | Grenada                 | 45"20 | Q    |
| 7    | 3     | Femi Ogunode        | Qatar                   | 45"41 | q    |
| 8    | 1     | Rabah Yousif        | Sudan                   | 45"43 |      |
| 9    | 3     | Greg Nixon          | Stati Uniti             | 45"51 |      |
| 10   | 2     | Tabarie Henry       | Isole Vergini Americane | 45"53 | Q    |
| 11   | 2     | Chris Brown         | Bahamas                 | 45"54 |      |
| 12   | 3     | Pavel Trenikhin     | Russia                  | 45"68 |      |
| 13   | 1     | Renny Quow          | Trinidad e Tobago       | 45"72 |      |
| 14   | 2     | Jamaal Torrance     | Stati Uniti             | 45"73 |      |
| 15   | 3     | Demetrius Pinder    | Bahamas                 | 45"87 |      |
| 16   | 1     | Ramon Miller        | Bahamas                 | 45"88 |      |
| 17   | 2     | Nery Brenes         | Costa Rica              | 45"93 |      |
| 18   | 2     | Marcin Marciniszyn  | Polonia                 | 45"94 |      |
| 19   | 2     | Martyn Rooney       | Regno Unito             | 46"09 |      |
| 20   | 1     | Yuzo Kanemaru       | Giappone                | 46"11 |      |
| 21   | 1     | William Collazo     | Cuba                    | 46"13 |      |
| 22   | 3     | Oscar Pistorius     | Sudafrica               | 46"19 |      |
| 23   | 1     | Erison Hurtault     | Dominica                | 46"41 |      |
| 24   | 2     | Riker Hylton        | Giamaica                | 46"99 |      |

### Finale
| Pos.    | Corsia | Atleta              | Nazione                 | Tempo | Note                          |
| ------- | ------ | ------------------- | ----------------------- | ----- | ----------------------------- |
| Oro     | 5      | Kirani James        | Grenada                 | 44"60 | Miglior prestazione personale |
| Argento | 4      | LaShawn Merritt     | Stati Uniti             | 44"63 |                               |
| Bronzo  | 6      | Kévin Borlée        | Belgio                  | 44"90 |                               |
| 4       | 3      | Jermaine Gonzales   | Giamaica                | 44"99 |                               |
| 5       | 8      | Jonathan Borlée     | Belgio                  | 45"07 |                               |
| 6       | 2      | Rondell Bartholomew | Grenada                 | 45"45 |                               |
| 7       | 7      | Tabarie Henry       | Isole Vergini Americane | 45"55 |                               |
| 8       | 1      | Femi Ogunode        | Qatar                   | 45"55 |                               |